# 鴎という名の酒場
「鴎という名の酒場」（かもめというなのさかば）は、1980年9月1日に発売された石川さゆりのシングルである。

## 解説
- 石川のシングル（A面）で阿久悠（作詞）・中村泰士（作曲）のコンビ楽曲は、1978年11月10日の「流氷」以来6作品振り。
- 当曲で石川は、1980年末の『第31回NHK紅白歌合戦』へ4年連続4回目の出場と成った。
- この曲のシングル盤レコードは日本コロムビアから発売されたが、石川さゆりがポニーキャニオン、テイチクエンタテインメントへそれぞれレコード会社を移籍したことに併せて、各レコード会社から発売された石川のベスト・アルバムに収録されている。

## 収録曲
- 両楽曲共に、作詞：阿久悠

1. 鴎という名の酒場 (3分48秒)
作曲：中村泰士、編曲：戸塚修
2. 恋八景 (4分23秒)
作曲：徳久広司、編曲：高田弘

## カバー
- テレサ・テン（1981年、アルバム『ジェルソミーナの歩いた道』収録）
- 石原詢子（2014年、CD-BOX『石原詢子 時代のうた』収録）